# Жозефіна Мутценбахер
Жозефіна Мутценбахер - це еротичний роман, який вперше був опублікований в 1906 році. Фелікс Зальтен вважається автором цього анонімного твору.
Головна героїня роману, яка виконує роль оповідачки, - віденська повія, яка, як кажуть, жила з 1852 по 1904 рік. Вона розповідає про сексуальні переживання в дитинстві. Робота була опублікована у 1906 році у Відні накладом у 1000 штук неназваним видавцем еротики Фріцем Фройном під назвою Жозефіна Мутценбахер або Історія віденської повії, розказана нею самою. Книга виходила за передплатою, щоб обійти тодішню цензуру .
Цей роман вважався шедевром еротичної літератури з моменту його першого опублікування, але лише в 1970-х роках він став більш поширеним у німецькомовних країнах, після того, як за його мотивами зняли фільм режисера Курта Нахмана. Автор роману невідомий, однак книга приписується австро-угорському письменнику Феліксу Зальтену, автору дитячої книги Бембі, пізніше екранізованої Волтом Діснеєм як мультфільм. Цієї думки притримувалися автори Карл Краус або Егон Фрідель,  які назвали Фелікса Салтена автором; сам Зальтен ніколи не підтвердив цього.
Оскільки ні автор, ні видавець не наважились заявляти претензії щодо авторських прав, передрук, нові творіння та кілька продовжень незабаром з’явилися під ім’ям Жозефіна Мутценбахер, деякі з яких були більш, а деякі менш непристойними. За словами Освальда Вінера, оригінал - «мабуть, єдиний німецький порнографічний роман світового класу», частина 2 вважається «значно нижчою», частина 3 «нецікавою».

## Зміст
У книзі головна героїня, похила повія Мутценбахер, розповідає про своє дитинство. Вона розказує, як квартирантка взяла її на коліна, коли їй було п’ять років, і підняла спідницю, як її досліджували інші діти в різних іграх «батько і мати» і що задумував сусід на горищі; в ході сюжету "очищення" лицемірним капеланом обговорюються точно так само детально, як і інцест та багато іншого. В кінці книги їй близько чотирнадцяти років і вона набуває свій перший досвід повії.
З точки зору розповіді головного героя, приємна добровільність завжди підкреслюється, діалоги часто мають довжину сторінок (включаючи відповідну віденську лексику ). Водночас моральний образ віденського пролетаріату наприкінці XIX ст представлено у дусі часу, робота критикується за пропаганду дитячої порнографії.

## Правова оцінка в Німеччині
У Німеччині книга була включена до списку творів, шкідливих для неповнолітніх (BPjS / BPjM) у 1982 році. Rowohlt Verlag, який додав до свого видання пояснювальну передмову та глосарій щодо “мови віденських шлюх”, оскаржив рішення про індексацію.
Після того, як Федеральний адміністративний суд постановив, що індексація є законною, видавець апелював перед Федеральним конституційним судом. Рішенням Мутценбахер від 1990 р. (BVerfGE 83, 130) це скасувало рішення Федеральної інспекції на тій підставі, що воно не порівнюється з основним правом свободи мистецтва згідно зі статтею 5 Основного закону. 

Після того, як Федеральний інспекторат знову заніс книгу до списку творів, шкідливих для неповнолітніх, Вищий адміністративний суд провінції Північна Рейн-Вестфалія у другому процесі  постановив, що робота містить дитячу порнографію в балансі з художньою свободою, це не викликали заперечень. Вищий адміністративний суд Мюнстера, серед іншого, заявив:
На своєму засіданні 5 листопада 1992 р. Федеральне контрольне управління дало детальне пояснення серйозного ризику для молоді у значенні Розділу 6 GjS - і воно все ще діє - і зосередило увагу, зокрема, на тому, що роман описує сексуальне жорстоке поводження з дітьми в деталях та у провокаційній манері, що є загальним для порнографічних продуктів. Опишіть це з розумом, відтворіть і прославляйте без обмежень та критики. Ця оцінка зазначає безперервне порушення гідності, якому позивач не заперечував по суті, також є відкритою до дня, на думку Сенату: роман майже не цензурований - лише кілька сторінок вилучено - у серії порнографічних епізодів, в яких діти та молодь завжди беруть значну участь. Головна героїня Жозефіна Мутценбахер зображена в романі у віці від 7 до 13 років. Інцестувальні сцени між братами та сестрами, а також між дітьми та їх батьками змальовані дуже докладно. Спокушання у всіх його формах, але іноді також насильство, шантаж та приниження з боку старших сексуальних партнерів (батьків, домогосподарств, солдатів, сповідників, катехитів, вчителів тощо) є частиною повсякденного життя, коли діти зосереджені на сексуальних питаннях. Всі ці змальовані переживання та їх результат - статус повії головної героїні - схвалено стилістично та з точки зору змісту таким чином, що навряд чи дозволить дітям та молоді зберегти критичну дистанцію від такого.
Апеляція на рішення Вищого адміністративного суду не була прийнята до рішення Федеральним адміністративним судом.
У листопаді 2017 року, через 25 років, робота була виключена зі списку творів, шкідливих для неповнолітніх. 

## Продовження

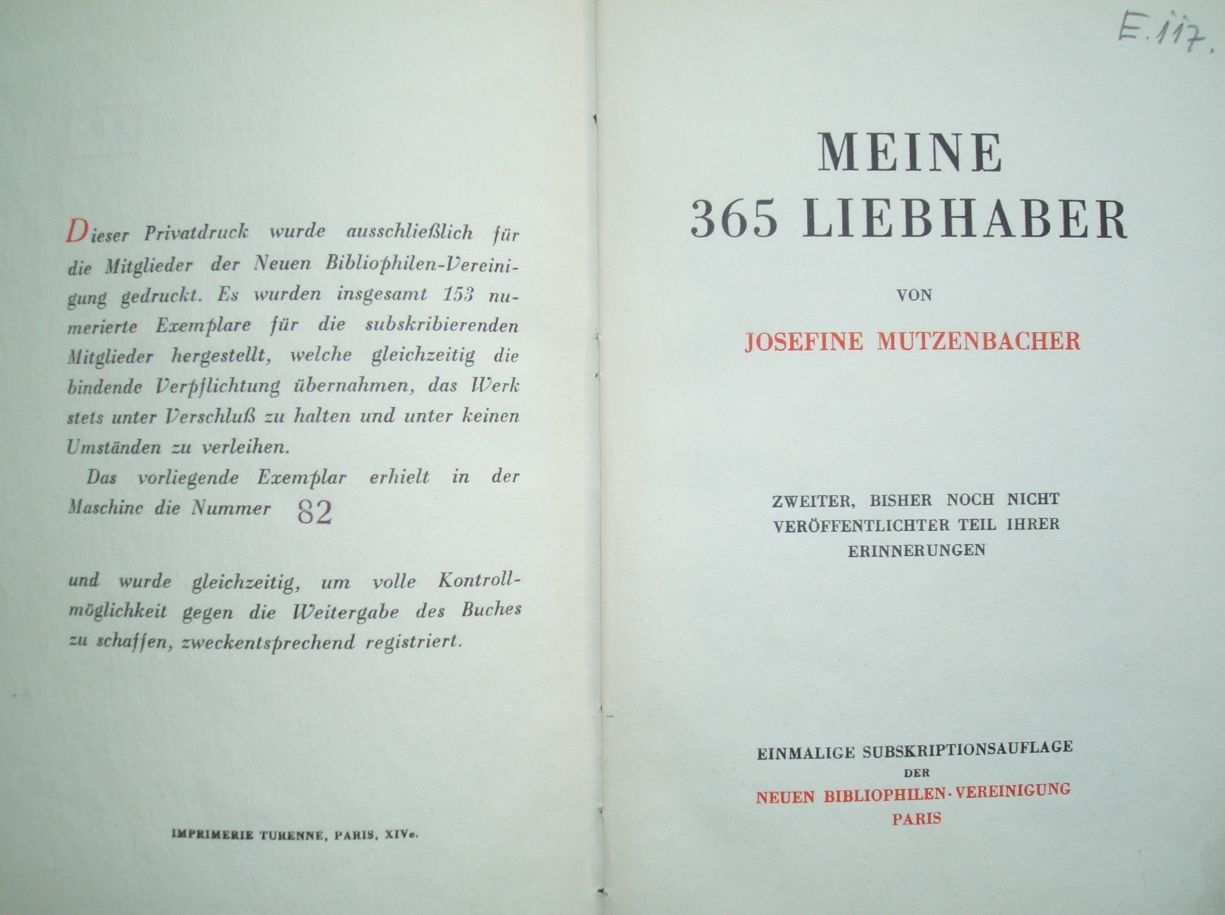
Жозефіна Мутценбахер: Мої 365 коханців. Перше видання (1925).

Історія віденської повії. Автобіографія, має два продовження Мої 365 коханців та Пеперль Мутценбахер - дочка Жозефіни Мутценбахер, які з’явилися пізніше. Автори також анонімні; немає доказів того, що продовження походять від того самого автора Фелікса Зальтена.
Крім того, пародія «Fifi Mutzenbacher» від Вольфганга Бертрана (псевдонім Вольфганга Куднофського ) стала відомою завдяки прочитанню Гельмута Куальтінгера. 

## Екранізації роману
У 1970 та 1971 роках відповідно першу ( Жозефіна Мутценбахер ) та другу частину історії ( Жозефіна Мутценбахер II - Мої 365 коханців ) зняв режисер Курт Нахманн разом із Крістін Шуберт, Елізабет Фолькманн та Кай Фішер. Третя частина отримала назву Фердинанд «Mutzenbacher» у 1972 р., але з’явилася в Німеччині під назвою Auch fummeln will gelernt sein. У 1976 році з'явилася Джозефіна Муценбахер - Якою вона насправді була - порнографічна екранізація режисера Ганса Білліана з Патрісією Ромберг у головній ролі. Було три продовження цього ж режисера, але вони не мали успіху першої частини.

### Книжкові видання
- Anon.: Josefine Mutzenbacher oder Die Geschichte einer Wienerischen Dirne von ihr selbst erzählt. [Erstausgabe.] Privatdruck [Wien], 1906.
- Oswald Wiener (Hrsg.): Josefine Mutzenbacher: Die Lebensgeschichte einer wienerischen Dirne, von ihr selbst erzählt. Rogner & Bernhard, München 1969. Mit dem Anhang Beiträge zur Ädöologie des Wienerischen von Oswald Wiener und einer Vorbemerkung von K. H. Kramberg.
- Michael Farin (Hrsg.): Josefine Mutzenbacher oder die Geschichte einer wienerischen Dirne von ihr selbst erzählt: Ungekürzter Nachdruck der Erstausgabe aus dem Jahr 1906 mit Essays zum Werk. München, Schneekluth 1990. ISBN 3-7951-1170-6
- Wolfgang Schneider (Hrsg.): Josefine Mutzenbacher. Lebensgeschichte einer Wiener Dirne / Josefine Mutzenbacher und ihre 365 Liebhaber. AREA Verlag, Erftstadt 2004, ISBN 3-89996-276-1.
- Josefine Mutzenbacher: Sammelband. Josefines Jugend; Josefine Mutzenbacher; Peperl Mutzenbacher - Tochter der Josefine. Tosa Verlag, Wien, ISBN 3-85492-843-2. Sammelband mit zahlreichen zeitgenössischen Photographien. (Bemerkung: Tosa hat die Titel der ersten beiden Teile geändert. „Josefines Jugend“ entspricht „Josefine Mutzenbacher: Die Geschichte einer wienerischen Dirne“ und „Josefine Mutzenbacher“ entspricht „Josefine Mutzenbacher: Meine 365 Liebhaber“.)

### Електронні книги
- Hansjürgen Blinn (Hrsg.): Erotische Literatur. Von Lysistrata bis Lady Chatterley. Directmedia Publishing, Berlin 2006. ISBN 3-89853-536-3. Enthält unter anderem Teil 1.
- Gutenberg-DE Erotica 1. Projekt Gutenberg-DE, Hamburg 2005. CD-ROM, die unter anderem alle drei Teile von Josefine Mutzenbacher enthält.
- Josefine Mutzenbacher: Die Geschichte einer Wienerischen Dirne von ihr selbst erzählt. www.new-ebooks.de, Dresden.
- Josefine Mutzenbacher: Meine Tochter Peperl. www.new-ebooks.de, Dresden.

### Детективні романи
- J. J. Preyer: Ermittlungen im Falle Mutzenbacher. Eine neue Theorie über den Verfasser der Mutzenbacher in einen historischen Krimi verpackt. Oerindur Verlag, Steyr 2008. ISBN 978-3-902291-22-6.

### Критика
- Clemens Ruthner & Matthias Schmidt (Hrsg.): Die Mutzenbacher: Lektüren und Kontexte eines Skandalromans. Sonderzahl, Wien 2019. ISBN 978-3-85449-513-0

## Вебпосилання

### Вебпосилання на книгу
- Жозефіна Мутценбахер у факсиміле [Архівовано 2 березня 2020 у Wayback Machine.] Австрійської національної бібліотеки.
- Жозефіна Мутценбахер у повному тексті у різних форматах файлів [Архівовано 17 квітня 2021 у Wayback Machine.] у Project Gutenberg .
- Мутценбахер [Архівовано 8 серпня 2018 у Wayback Machine.] - на соціологічному та правовому рівні значення.
- Рішення Федерального конституційного суду "Mutzenbacher" (BVerfGE 83, 130). [Архівовано 7 травня 2021 у Wayback Machine.]

### Екранізації
- Жозефіна Мутценбахер - Якою вона була насправді: 1. [Архівовано 4 березня 2016 у Wayback Machine.] Частина (1976) [Архівовано 4 березня 2016 у Wayback Machine.] - Критика фільму на pornoklassiker.de